# Luciano Zauri
Luciano Zauri (Pescina, Italia, 20 de enero de 1978) es un exfutbolista y entrenador italiano.

## Trayectoria
Luciano Zauri actuó como defensa desenvolviéndose por ambas bandas, aunque habitualmente el entrenador lo usaba en la banda izquierda. También jugaba a veces como centrocampista.
Empezó su carrera futbolística en las categorías inferiores del Atalanta. En 1996 pasa a formar parte de la primera plantilla del club, pero ante la falta de oportunidades es cedido una temporada al Chievo Verona. A su regreso juega de forma más regular. En la temporada 1999-00 ayuda a su equipo a ascender a la Serie A, categoría en la que consigue permanecer hasta la campaña 2002-03.
Después del descenso de su club ficha por el SS Lazio, equipo que tuvo que realizar un desembolso económico de 5,95 millones de euros para poder hacerse con sus servicios. En su primera temporada ganó la Copa de Italia.
El 18 de julio de 2008 se marcha a jugar en calidad de cedido a la Fiorentina. En las siguientes temporadas paso por equipos como, SS Lazio, Sampdoria o Pescara; en este último equipo se retira al finalizar la temporada 2013/14.
Tras su retirada comienza la etapa como entrenador en las categorías inferiores del Pescara, y llega al primer equipo en la temporada 2019/20, quedando 13º en la clasificación de la Serie B (Italia), en la siguiente temporada vuelve a las categorías inferiores en este caso en las categorías del Bologna. En la tempora 2021/22 vuelve al Pescara, que se encuentra en la Serie C, para disputar los últimos 3 partidos de liga, quedando en 5ª posición.
En el verano de 2023 ficha por Ħamrun Spartans Football Club, equipo de la Premier League de Malta, además, de debutar en la Liga de Campeones de la UEFA como entrenador.

## Selección nacional
Ha sido internacional con la Selección de fútbol de Italia en 5 ocasiones. Su debut con la camiseta nacional se produjo el 5 de septiembre de 2001 en un partido amistoso contra Marruecos (1-0).

## Equipos como jugador
| Club                 | País   | Año       |
| -------------------- | ------ | --------- |
| Atalanta B. C.       | Italia | 1996-1997 |
| Chievo Verona        | Italia | 1997-1998 |
| Atalanta B. C.       | Italia | 1998-2003 |
| S. S. Lazio          | Italia | 2003-2008 |
| A. C. F. Fiorentina  | Italia | 2008-2009 |
| U. C. Sampdoria      | Italia | 2009-2011 |
| Delfino Pescara 1936 | Italia | 2013-2014 |

## Palmarés

### Campeonatos nacionales
| Título         | Club        | País   | Año     |
| -------------- | ----------- | ------ | ------- |
| Copa de Italia | S. S. Lazio | Italia | 2003-04 |